# Ману бразильський
Ману́ бразильський (Cercomacra brasiliana) — вид горобцеподібних птахів родини сорокушових (Thamnophilidae). Ендемік Бразилії.

## Поширення й екологія
Бразильські ману мешкають на південно-східному узбережжі Бразилії від південної Баїї і сходу Мінас-Жерайсу до Еспіриту-Санту і Ріо-де-Жанейро. Це рідкісний птах, який живе в підліску і на галявинах бразильського атлантичного лісу на висоті від 600 до 950 м над рівнем моря.

## Збереження
МСОП вважає стан збереження цього виду близьким до загрозливого. Йому загрожує знищення природного середовища.